# Georg Gidal
Georg Gidal (eigentlich: Georg Gidalewitsch; geboren 15. März 1908 in München; gestorben 8. Oktober 1931 in Germering bei München) war ein deutscher Pressefotograf.

## Leben
Gidal war der Bruder des Fotografen Tim N. Gidal. Seine Eltern Abraham und Pauline (Eibe) Gidalewitsch waren aus Russland eingewandert. Wie sein Bruder wuchs auch Georg Gidal in München in einer religiös-liberalen jüdischen Familie auf. 1928 fotografierte Georg Gidal die Sammlung jüdischer Zeremonlaigegenstände des Bayerischen Nationalmuseums, die Fotos erschienen in der Bayerischen Israelitischen Gemeindezeitung. 1929 veröffentlichte die „Münchner Illustrierte Presse“ eine erste Bildreportage von Georg Gidal unter dem Pseudonym Geegee. 
In den folgenden beiden Jahren unternahm er Reportagereisen und publizierte seine Fotos in verschiedenen Magazinen. Unter anderem fotografierte er 1931 das Schweizerische Hochschulsanatorium in Leysin für eine Reportage der Zürcher Illustrierte.
Gidal starb im Alter von nur 23 Jahren bei einem Unfall.